# Echeandia pseudoreflexa
Echeandia pseudoreflexa är en sparrisväxtart som beskrevs av Robert William Cruden. Echeandia pseudoreflexa ingår i släktet Echeandia och familjen sparrisväxter. Inga underarter finns listade i Catalogue of Life.